# Дудинский, Владимир Николаевич
Влади́мир Никола́евич Дудинский (1 мая 1861 — 3 мая 1938, Белград) — Херсонский и Курский вице-губернатор, последний Томский губернатор.

## Биография
Окончил Петровскую сельскохозяйственную академию (1877) и Михайловское артиллерийское училище (1878). Перешел на гражданскую службу, в 1880 году получил первый классный чин.
В русско-японскую войну был на фронте в составе Красного Креста.
Занимал посты Херсонского вице-губернатора (1906—1909) и Курского (1909—1913) вице-губернатора. В 1911 году был произведен в действительные статские советники. 
23 июня 1913 года назначен Томским губернатором. Прибыл в Томск 13 сентября 1913 года и на следующий день приступил к управлению вверенной ему губернией. 
Состоял почётным мировым судьей округа Томского окружного суда. 
4 (17) марта 1917 года был отстранён от должности губернатора решением Томского городского комитета общественного порядка и безопасности. По воспоминаниям очевидцев, отстраненный губернатор был подвергнут домашнему аресту. Официально отставка Дудинского с поста губернатора была оформлена Временным правительством 31 марта (13 апреля) 1917 года. Летом того же года бывший губернатор вместе с семьей покинул Томск.
В Гражданскую войну служил в Главном управлении Северного Кавказа Кавказской Добровольческой армии и войск Северного Кавказа (под командованием генерал-лейтенанта, барона П. Н. Врангеля) с дислокацией в Пятигорске, с февраля 1920 – во Владикавказе.
В 1920 году эмигрировал во Францию, позднее переехал в Югославию. Жил в Русском доме в Вождовце.
Скончался в 1938 году в Белграде (Югославия). Похоронен на Новом кладбище Белграда.

## Семья
Сын от второго брака — Илья Владимирович Дудинский (1917-?), доктор экономических наук, сотрудничал в Институте экономики мировой социалистической системы АН СССР, где занимал пост заместителя директора; был также корреспондентом международного отдела газеты «Правда».
Внук — диссидент, журналист Игорь Ильич Дудинский (1947—2022), правнучка — режиссёр Валерия Гай Германика.

## Награды
- Орден Святого Станислава 2-й ст. (1904);
- Орден Святой Анны 2-й ст. (1905)[2];
- Орден Святой Анны 3-й ст. (1901)[2];
- Высочайшее благоволение (1911);
- Орден Святого Владимира 3-й ст. (1913)[2];
- Орден Святого Владимира 4-й ст. (1913)[2];
- Орден Святого Станислава 1-й ст. (1915);
- Орден Святого Станислава 2-й ст. (1904).

- Медаль «В память коронации императора Александра III» (1883);
- Медаль «В память царствования императора Александра III»;
- Медаль «За труды по первой всеобщей переписи населения»;
- Медаль Красного Креста «В память русско-японской войны» (1906)[2];
- Медаль «В память русско-японской войны» (1907);
- Медаль «В память 200-летия Полтавской битвы» (1909)[2];
- Знак отличия «за труды по землеустройству»;
- Медаль «В память 300-летия царствования дома Романовых»;
- Знак отличия «за труды по переселению и по земельному устройству за Уралом» (1915)[2].